# Семинар по европейско право в Урбино
Семинарът по европейско право в Урбино е лятно обучение, което ежегодно се провежда от Центъра за европейски правни изследвания в гр. Урбино, Италия от 1959 г.
Темите на семинара се излагат на френски, италиански и английски език. Те засягат актуални въпроси на европейското право, международното частно право, сравнителното право и италианското право. Семинарите се провеждат в Правния факултет на университета в Урбино и с участието на експерти и университетски преподаватели от европейски страни.
Участието в семинара води до получаване на сертификат, а успехът на изпитите от семинара, според случаите, води до получаване на диплома по сравнително право, на диплома по европейски науки, на диплома за задълбочени изследвания в сферата на европейското право или на диплома по задълбочени европейски изследвания на Юридическия факултет на университета в Урбино.

## История
Първият семинар по европейско право е открит на 24 август 1959 г. от Хенри Батифол, Фоцион Франческакис, Алесандро Миглиаза, Франческо Капоторти, Енрико Палеари и Жермен Бруяр. Меценати на семинара до 2004 г. са Чино и Симоне Дел Дука.
От 2009 г. преподавателите - научни изследователи от Центъра за европейски правни изследвания в Урбино, се обединяват в групата „Галилей“ с финансовата подкрепа на френско-италианската програма за научно сътрудничество „Галилей“.

## Преподаватели
Значителна част от лекциите на семинара, още от неговото създаване, са представяни от преподаватели, поканени от Aкадемията по международно право в Хага: Рикардо Монако (Хага 1949, 1960, 1968, 1977), Пиеро Зикарди (1958, 1976), Хенри Батифол (1959, 1967, 1973), Ивон Лусуарн (1959, 1973), Марио Джулиано (1960, 1968, 1977), Фоцион Франческакис (1964), Фриц Швинд (1966, 1984), Игназ Сейдл-Хохенвелдерн (1968, 1986), Едоардо Витта (1969, 1979), Алесандро Миглиаза (1972), Рене Родиер (1972), Жорж Дроз (1974, 1991, 1999), Пиер Гото (1981), Ерик Хайме (1982, 1995, 2000), Бернар Одит (1984, 2003), Мишел Пелише (1987), Пиер Бурел (1989), Пиер Майер (1989, 2007), Тито Баларино (1990), Елен Годме-Тайон (1991, 2005), Алегриа Борас (1994, 2005), Франческо Капоторти (1995), Бертран Ансел (1995), Джорджо Сакердоти (1997), Хосе Карлос Фернандес Росас (2001), Хорациа Муир Ват (2004), Андреа Бономи (2007), Дарио Mура Висенте (2008), Матиас Одит (2012), Христиан Колер (2012), Этьен Пато (2013).